# Gmina Emmaste
Gmina Emmaste (est. Emmaste vald) – dawna gmina wiejska w Estonii, w prowincji Hiuma. Znajdowała się w południowej części prowincji. Została zlikwidowana w wyniku reformy z 2017 roku, kiedy gminy wchodzące w skład prowincji Hiuma połączono w jedną wiejską gminę Hiuma.
Na terenie gminy znajdowały się następujące wsie:
- Emmaste, Haldi, Haldreka, Harju, Hindu, Härma, Jausa, Kabuna, Kaderna, Kitsa, Kurisu, Kuusiku, Kõmmusselja, Külaküla, Külama, Laartsa, Lassi, Leisu, Lepiku, Metsalauka, Metsapere, Muda, Mänspe, Nurste, Ole, Prassi, Prähnu, Pärna, Rannaküla, Reheselja, Riidaküla, Selja, Sepaste, Sinima, Sõru, Tilga, Tohvri, Tärkma, Ulja, Valgu, Vanamõisa, Viiri, Õngu.